# Inanidrilus extremus
Inanidrilus extremus är en ringmaskart som först beskrevs av Erséus 1979.  Inanidrilus extremus ingår i släktet Inanidrilus och familjen glattmaskar. Inga underarter finns listade i Catalogue of Life.